# Tổng thống Cộng hòa Síp

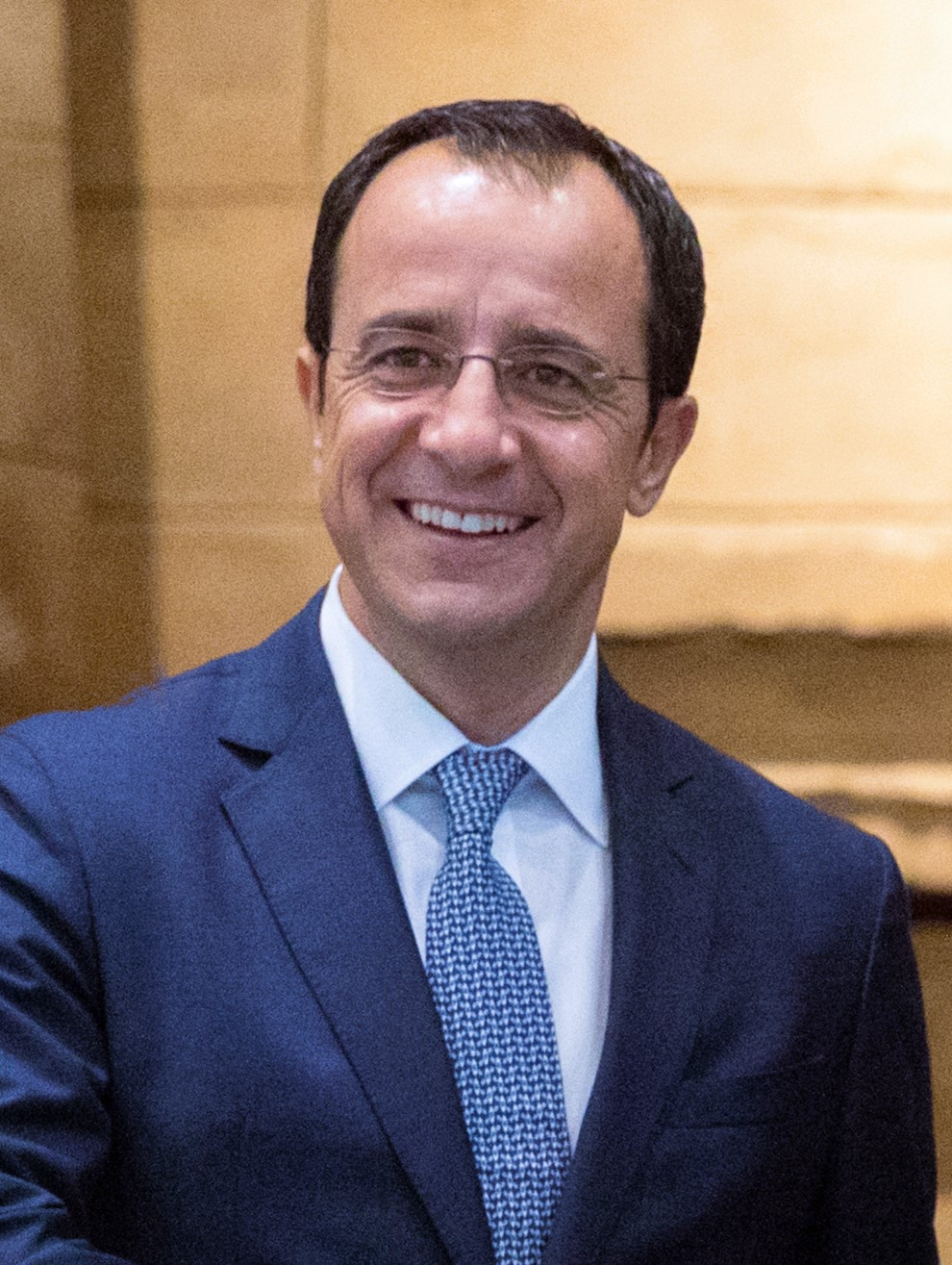
Nikos Christodoulides, đương kim tổng thống Cộng hòa Síp

Tổng thống Síp là Nguyên thủ quốc gia và là người đứng đầu chính phủ của Cộng hòa Síp. Chức vụ này được thiết lập vào năm 1960, sau khi nước này giành được độc lập từ Anh. Hiện tại, tổng thống đương nhiệm, của Síp là Nikos Christodoulides, nhậm chức từ ngày 28 tháng 2 năm 2023 đến nay, thông qua bầu cử.
Ngày 16 tháng 8 năm 1960, Síp giành được độc lập sau một thoả thuận tại Zürich và London giữa Anh Quốc, Hy Lạp và Thổ Nhĩ Kỳ. Chức vụ Tổng thống cũng được thiết lập sau đó và được trao cho Mihail Christodoulou Mouskos, một giáo sĩ Chính thống giáo và là Tổng giám mục Makarios III của Síp.
Ngày 15 tháng 7 năm 1974, Hội đồng quân sự đã tổ chức một cuộc đảo chính tại Síp và Nikos Sampson được đưa lên làm tổng thống. Bảy ngày sau, ngày 20 tháng 7 năm 1974, Thổ Nhĩ Kỳ xâm lược và chiếm giữ vùng Bắc, và thành lập một chính quyền Cộng hòa Thổ Nhĩ Kỳ miền Bắc Síp dưới sự kiểm soát của mình vào năm 1983. Vì vậy, cho đến ngày nay, ảnh hưởng của chính quyền Cộng hòa Síp về thực tế (de facto) không ảnh hưởng đến vùng phía bắc đảo.

## Danh sách các Tổng thốngCộng hòa Síptừ 1960 đến nay
| # | Tên                                    | Ảnh | Bắt đầu nhiệm kỳ    | Kết thúc nhiệm kỳ   | Đảng chính trị                                          |
| - | -------------------------------------- | --- | ------------------- | ------------------- | ------------------------------------------------------- |
| 1 | Mihail Christodoulou Mouskos           |     | 16 tháng 8 năm 1960 | 15 tháng 7 năm 1974 | Tổng giám mục Chính thống giáo Đông phương Makarios III |
|   | Nikos Sampson                          |     | 15 tháng 7 năm 1974 | 23 tháng 7 năm 1974 | Tổng thống tạm quyền                                    |
|   | Glafkos Klerides (quyền)               |     | 23 tháng 7 năm 1974 | 7 tháng 12 năm 1974 | Đảng Dân tộc Thống nhất                                 |
|   | Mihail Christodoulou Mouskos (phục vị) |     | 7 tháng 12 năm 1974 | 3 tháng 8 năm 1977  | Tổng giám mục Chính thống giáo Đông phương Makarios III |
| 2 | Spyros Kyprianou                       |     | 3 tháng 12 năm 1977 | 28 tháng 2 năm 1988 | Đảng Dân chủ                                            |
| 3 | George Vasiliou                        |     | 28 tháng 2 năm 1988 | 28 tháng 2 năm 1993 | Đảng Dân tộc Thống nhất                                 |
| 4 | Glafkos Klerides                       |     | 28 tháng 2 năm 1993 | 28 tháng 2 năm 2003 | Đảng Dân chủ Tiến bộ                                    |
| 5 | Tassos Papadopoulos                    |     | 28 tháng 2 năm 2003 | 28 tháng 2 năm 2008 | Đảng Dân chủ                                            |
| 6 | Dimitris Christofias                   |     | 28 tháng 2 năm 2008 | 28 tháng 2 năm 2013 | Đảng Tiến bộ của Tầng lớp Lao động                      |
| 7 | Nicos Anastasiades                     |     | 28 tháng 2 năm 2013 | 28 tháng 2 năm 2023 | Đảng Tập hợp Dân chủ                                    |
| 8 | Nikos Christodoulides                  |     | 28 tháng 2 năm 2023 | Nay                 | Chính trị gia độc lập                                   |